# Mycodrosophila planipalpis
Mycodrosophila planipalpis är en tvåvingeart som beskrevs av Kang, Lee och Bahng 1966. Mycodrosophila planipalpis ingår i släktet Mycodrosophila och familjen daggflugor. Inga underarter finns listade i Catalogue of Life.